# テスタメント (バンド)
テスタメント（TESTAMENT）は、アメリカ合衆国出身のスラッシュメタル・バンド。
サンフランシスコ・ベイエリア産のスラッシュメタル「ベイエリア・スラッシュ」シーンの中核を担ったバンドの一つ。2000年代にメンバーが難病を患い存続が危ぶまれたが、数多くの支援で立ち直り活動を継続した。

## 略歴

### 1980年代

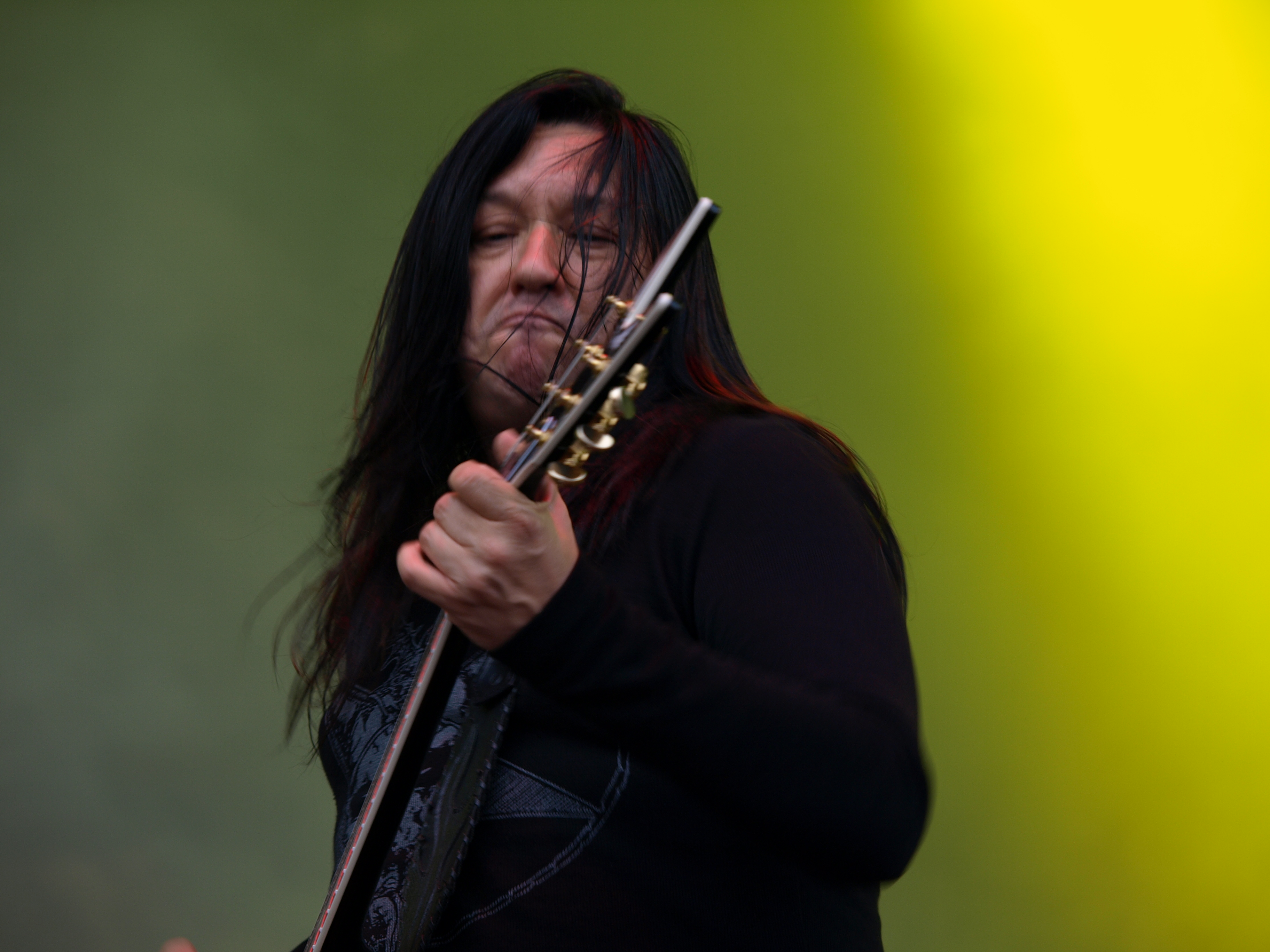
創設者エリック・ピーターソン（G）2013年

- 1983年、エリック・ピーターソンを中心に「レガシー」（LEGACY）として活動開始。
- 1986年、ボーカルのスティーヴ・スーザが「エクソダス」に加入するため脱退。スティーヴの紹介で地元のグラム・ロック・バンドにいたチャック・ビリーが加入する。その後、同名のバンドがすでにデビューしていたことが判明し、バンド名を「テスタメント」に改める。
- 1987年、前身バンドの名を冠した1stアルバム『レガシー - The Legacy - 』で「メガフォース・レコード」よりデビューする。
- 1988年、核戦争後の地球の出来事をコンセプトにした2ndアルバム『ニュー・オーダー -  The New Order - 』を発表する。Billboard 200では136位を記録し、バンド初の全米チャート入りを果たす[2]。
- 1989年、3rdアルバム『プラクティス・ホワット・ユー・プリーチ - Practice What You Preach - 』を発表。Billboard 200で77位を記録し、全米トップ100にランクインを果たす[2]。

### 1990年代
- 1990年、2月に初来日する（興行はウドー音楽事務所）。 9月4thアルバム『ソウルズ・オブ・ブラック - Souls Of Black - 』を発表。
- 1992年に5thアルバム『儀式 - The Ritual - 』を発表。Billboard 200で初登場55位を記録するが、バンドサウンドの中核を担っていたアレックス・スコルニックがツアー中に脱退[3]。また、ルイ・クレメンテも脱退する。バンドは元フォビドゥンのグレン・アルヴェライス（ギター）とポール・ボスタフ（ドラムス）を迎えてツアーを終了。その後「エージェント・スティール」「デス」「オビチュアリー」といったヘヴィメタルバンドを渡り歩いたジェイムズ・マーフィー（ギター）と、元「エクソダス」のジョン・テンペスタ（ドラムス）が加入する。
- 1994年、6thアルバム『ロウ - Low - 』を発表する。
- 1995年にライブアルバム『Live At The Fillmore』をリリースするが、レーベルからの離脱、度重なるメンバーチェンジなどで身動きの取れない状況に陥り、活動停止を経て一時解散する。
- 1997年に再始動し、7thアルバム『デモニック - Demonic - 』をリリース。ドラマーとして「ダーク・エンジェル」「デス」で活躍したジーン・ホグランが迎えられ、グレン・アルヴェライスもレコーディングに参加。以降のテスタメントはバンドというよりも、ビリーとピーターソンのプロジェクトとして活動していくようになる。
- 1999年には8thアルバム『ギャザリング - The Gathering - 』を発表。ギタリストとして『ロウ - Low - 』に参加したジェームズ・マーフィーを、ベーシストとして「セイダス」「デス」で活躍していたスティーヴ・ディジョルジオ、ドラマーとして元「スレイヤー」のデイヴ・ロンバードを迎える。エンジニアには元「サバト」のギタリストで、「アーチ・エネミー」「クリーター」「ネヴァーモア」といったバンドを手掛けるアンディ・スニープを起用した。

### 2000年代

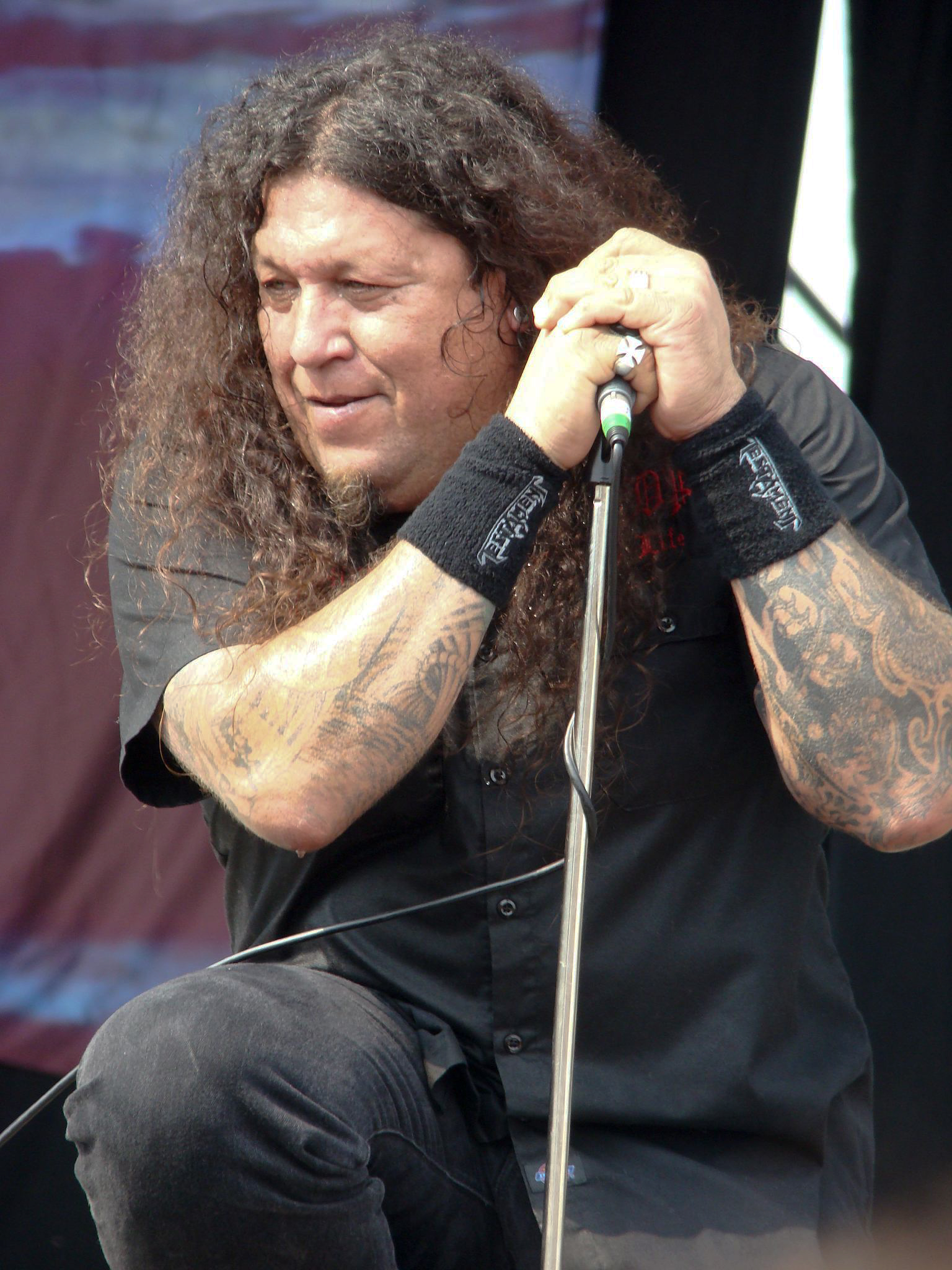
難病を克服したチャック・ビリー（Vo）2008年

- ジェイムズ・マーフィーが脳腫瘍に倒れ、手術の末に命を取り留める。ほどなくして、今度はチャック・ビリーが精上皮腫と診断される。治療費をまかなうためのチャリティ・コンサートが開かれるなど支援の輪が広がり、その甲斐もあってビリーは難病を克服した。
- 2001年には1st、2ndアルバムからの曲を再録したアルバム『ファースト・ストライク・スティル・デッドリー - First Strike Still Deadly - 』をリリース。オリジナル・メンバーである、スティーヴ・スーザとアレックス・スコルニックの参加が話題となった。
- 2004年9月に「THRASH DOMINATION 04」にて来日公演を行う予定だったが、エリック・ピーターソンの足の怪我のためキャンセルとなる。
- 2005年5月には、ビリー、ピーターソン、スコルニック、グレッグ・クリスチャン（B）、ルイ・クレメンテ（Dr）というオリジナルラインナップで、期間限定のリユニオンツアーをヨーロッパで行った。同年9月17日・18日には、オリジナルラインナップで「THRASH DOMINATION 05」に参加。同時期に活躍した「デストラクション」「ラーズ・ロキット」「クリーター」らと共に来日した。
- 2006年、クレメンテが健康上の理由によってツアーに出られなくなり、7月から8月のツアーではポール・ボスタフやジョン・テンペスタが代役を務めた[4]。
- 2007年、「クレイドル・オブ・フィルス」「ディム・ボルギル」で活動してきたニコラス・バーカーを新ドラマーに迎えてニュー・アルバムのためのリハーサルを行うが[5]、DHS及び就労ビザの問題でバーカーの参加が困難になり、ポール・ボスタフが復帰[6]。
- 2008年4月、9年ぶりの新作となる9thアルバム『ザ・フォーメーション・オブ・ダムネイション - The Formation Of Damnation』を発表する。

### 2010年代
- 2011年、ポール・ボスタフが再び脱退。ジーン・ホグランの復帰を経て、2012年7月に10thアルバム『ダーク・ルーツ・オブ・アース - Dark Roots of Earth』を発表。一週間で2万枚以上を売上げ、全米12位を記録する[7]。

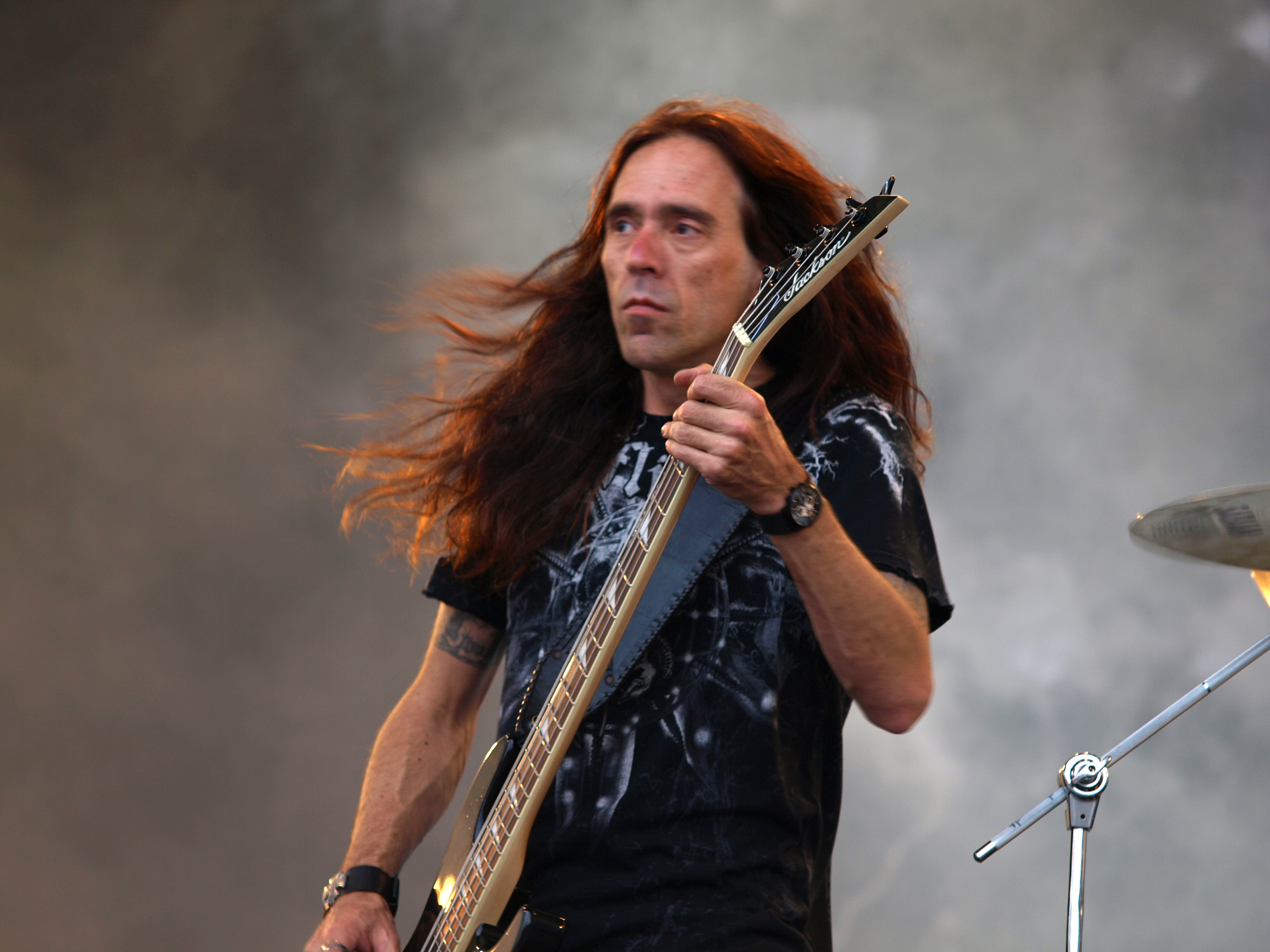
グレッグ・クリスチャン（B）2013年

- 2013年11月、北米ツアー中にグレッグ・クリスチャンが解雇され、「エクソダス」のジャック・ギブソンが代役を務める[8]。「THRASH DOMINATION 13」にて来日公演。
- 2014年1月、スティーヴ・ディジョルジオが正規ベーシストとして復帰[8]。「デヴィルドライヴァー」と来日公演。
- 2015年、HR/HMフェス『LOUD PARK 15』の出演にて3年連続の来日公演[9]。
- 2016年10月28日、4年ぶりの新作11thアルバム『ブラザーフッド・オブ・ザ・スネイク - Brotherhood of the Snake』を世界同時発売した[10]。
- 2017年2月、来日公演を開催[11]。

### 2020年代
- 2020年4月、オールドスクール（原点回帰）を謳った4年ぶりの12thアルバム『タイタンズ・オブ・クリエイション - Titans of Creation』をリリース[12]。
- 2022年1月、ジーン・ホグラン（ドラム）が、公式SNSにて、バンド活動とソロ活動の両立がスケジュール的に難しくなったことを理由に脱退を表明[13]。後任としてデイヴ・ロンバードが23年ぶりに復帰[14]。

## メンバー
※2023年4月時点 

### 現ラインナップ
- チャック・ビリー（Chuck Billy） - ボーカル（1986–）
- エリック・ピーターソン（Eric Peterson） - リズムギター（1983–）
- アレックス・スコルニック（Alex Skolnick） - リードギター（1983–1993, 2001, 2005–）
- スティーヴ・ディジョルジオ（Steve Di Giorgio） - ベース（1998–2004、2014–）
- クリス・ドバス（Chris Dovas） - ドラムス（2022、2023–）

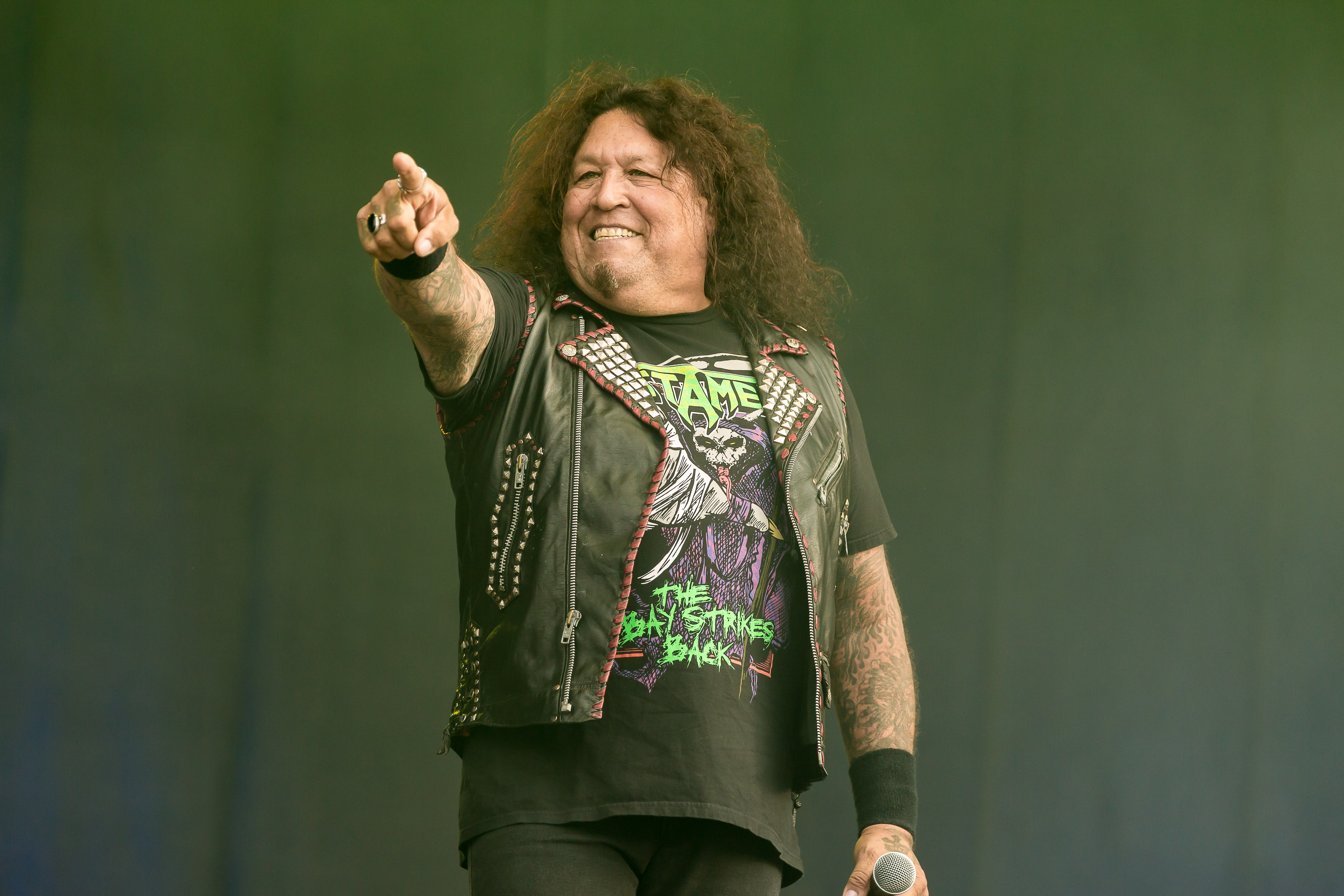
チャック・ビリー（Vo）2022年
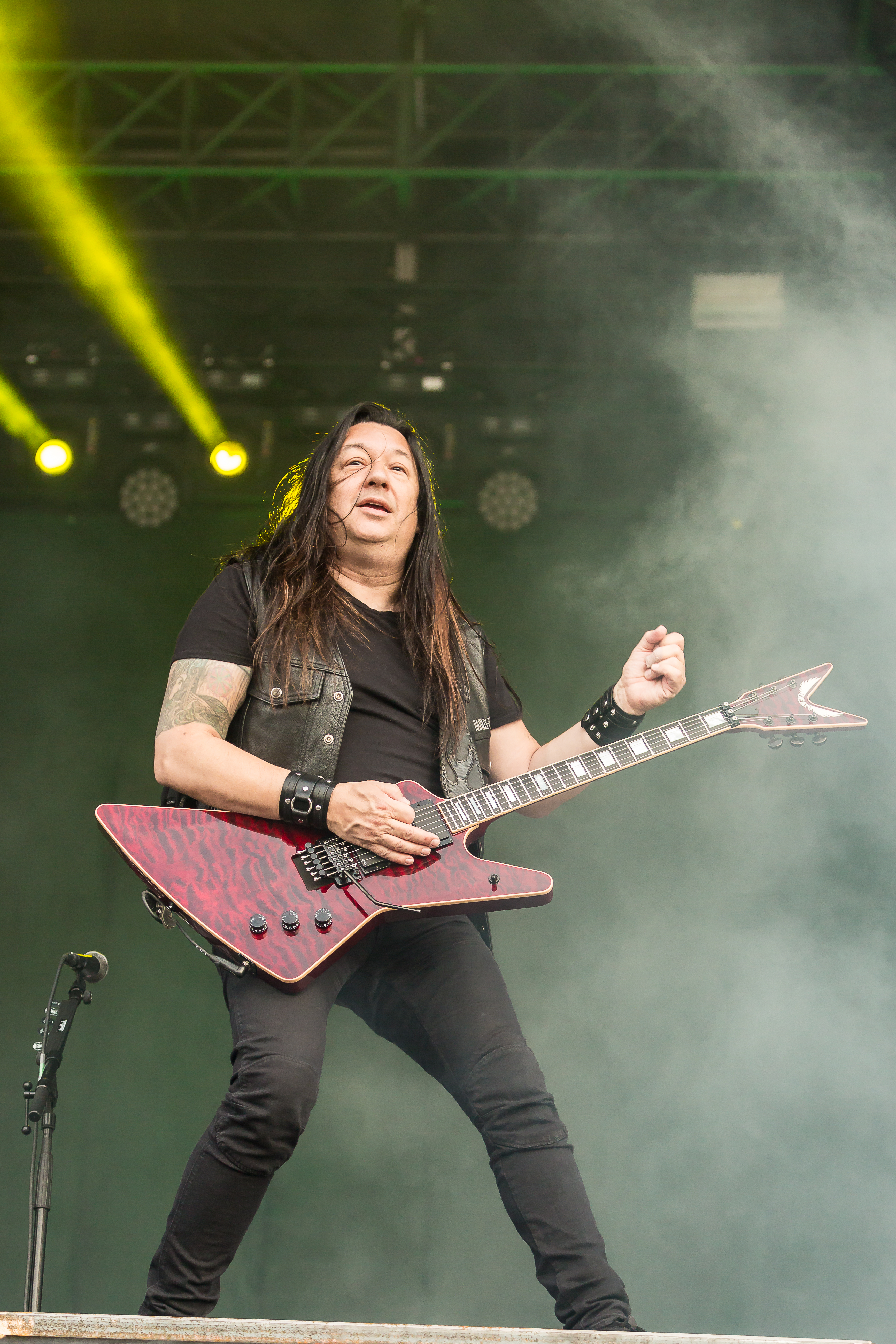
エリック・ピーターソン（G）2022年
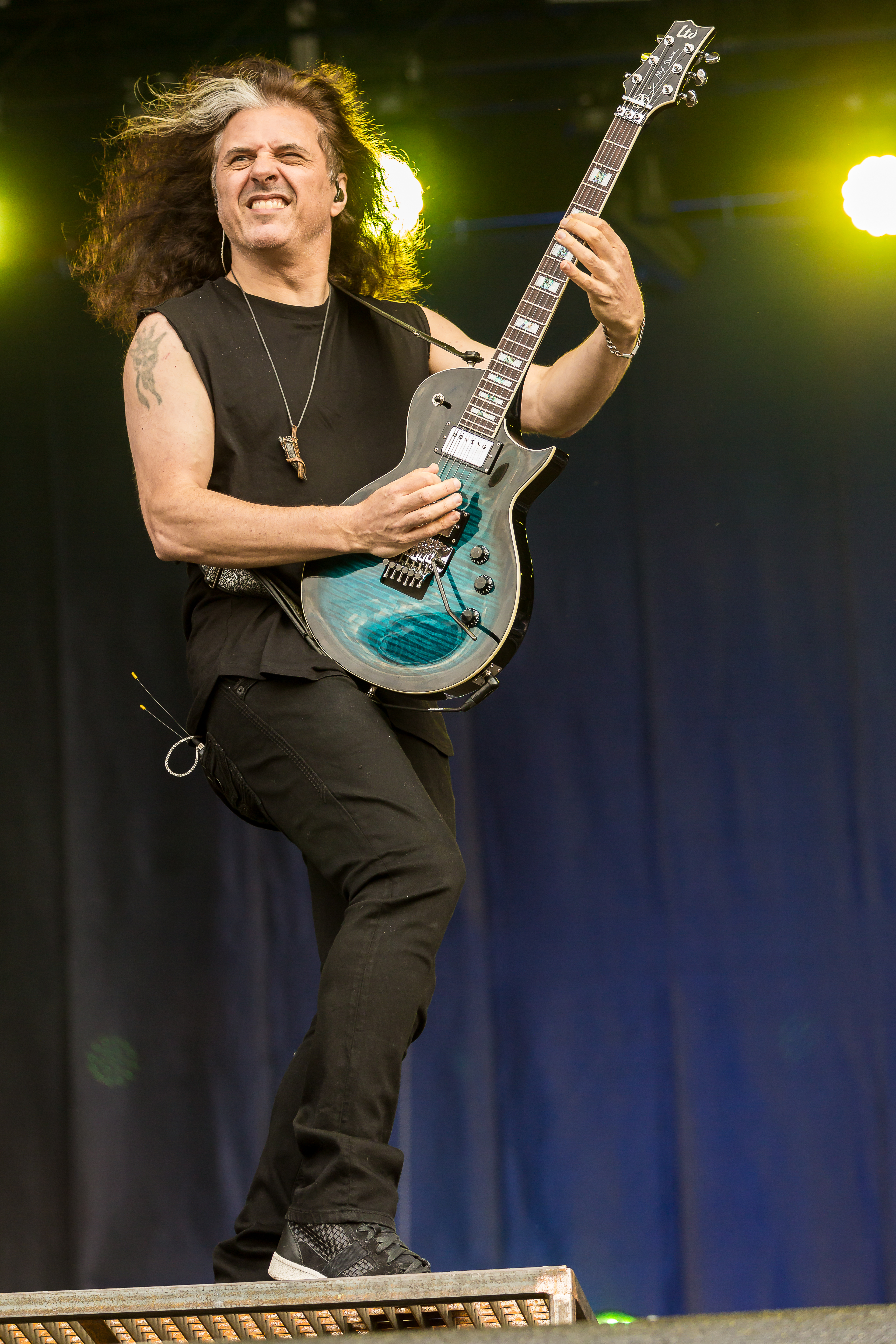
アレックス・スコルニック（G）2022年
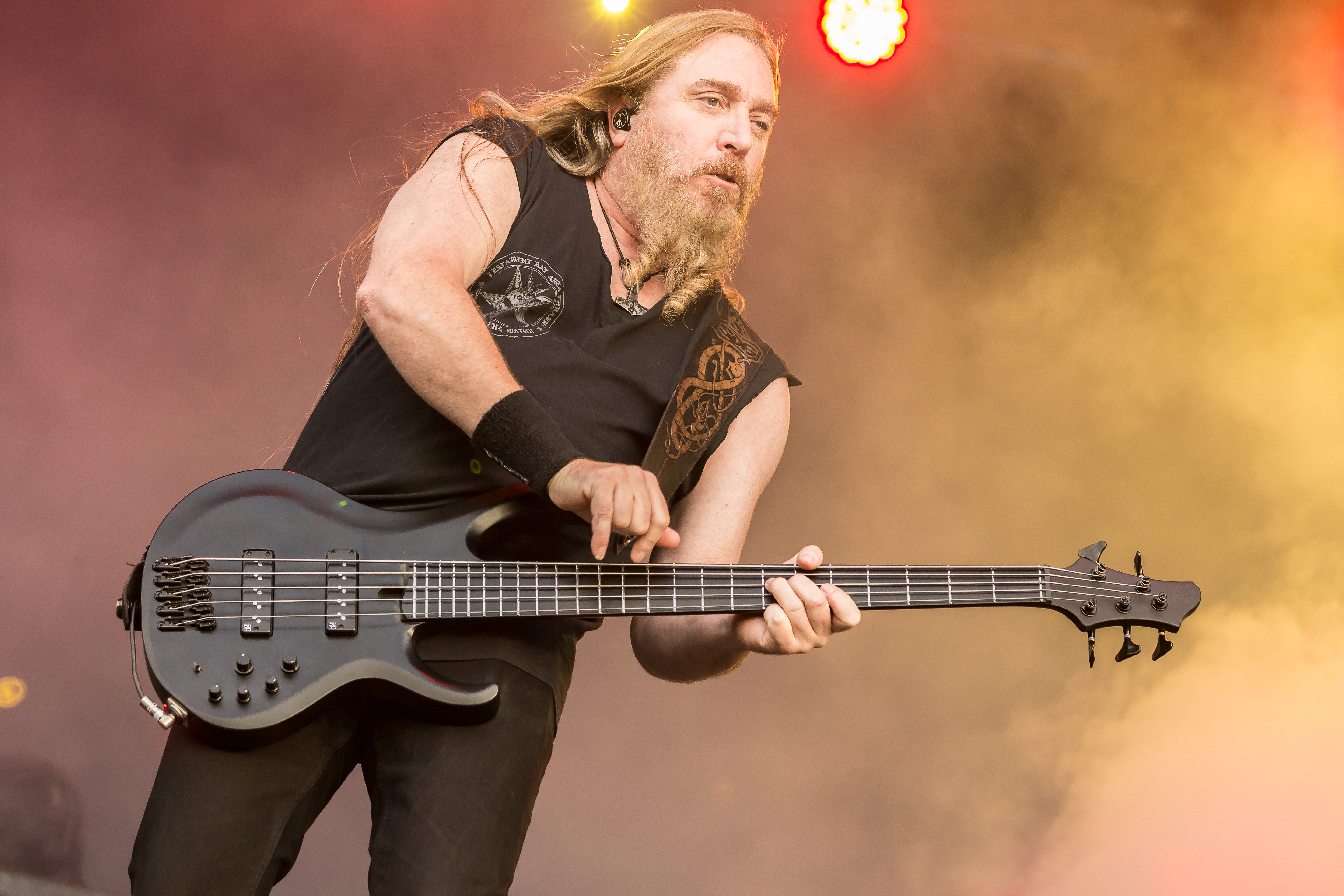
スティーヴ・ディジョルジオ（B）2022年

### 旧メンバー
- デリック・ラミレス（Derrick Ramirez） – ボーカル（1983）、ベース（1997）
- スティーヴ・スーザ（Steve Souza） – ボーカル（1983–1986）
- グレッグ・クリスチャン（Greg Christian） – ベース（1983–1996, 2004–2013）
- グレン・アルヴェライス（Glen Alvelais） – ギター（1993, 1997–1998）
- ジェイムズ・マーフィー（James Murphy） – ギター（1994–1996, 1998–2000）
- マイク・クラシアク（Mike Chlasciak） – ギター（2002、2004–2005）

ドラムス
- マイク・ロンシェット（Mike "The Rottweiler" Ronchette）（1983）
- ルイ・クレメンテ（Louie Clemente）（1983–1993、2005）
- ポール・ボスタフ（Paul Bostaph）（1993、2007–2011）
- ジョン・テンペスタ（John Tempesta）（1993–1994、2001、2005、2011）
- ジョン・デット（Jon Dette）（1994–1995、1997–1998、1999）
- クリス・コントス（Chris Kontos）（1995–1996）
- ジーン・ホグラン（Gene Hoglan）（1996–1997、2011–2022）
- ジョン・アレン（Jon Allen）（1999–2004、2007、2011）
- ニコラス・バーカー（Nick Barker）（2006–2007）
- デイヴ・ロンバード（Dave Lombardo） - ドラムス（1998–1999、2022–2023）

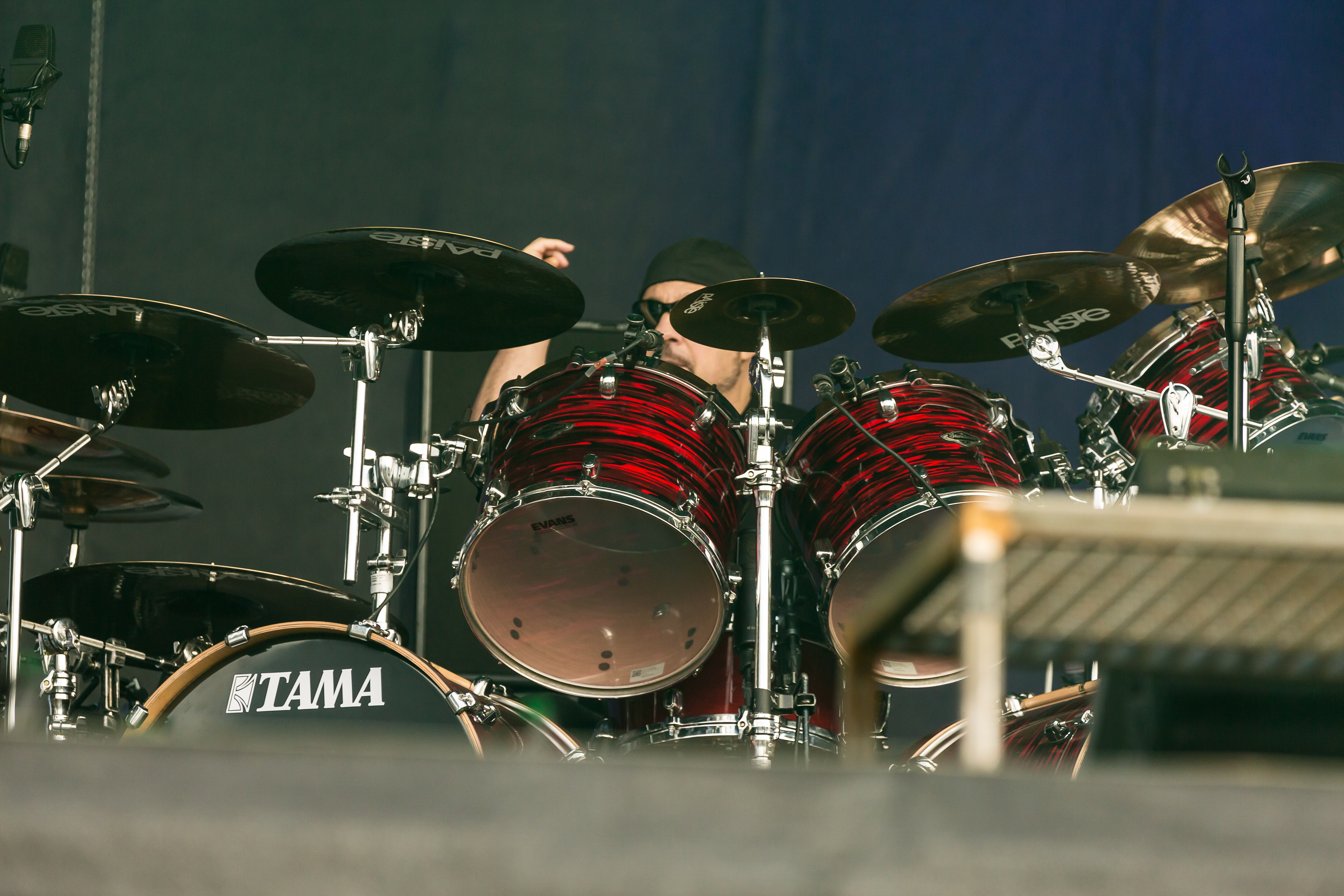
デイヴ・ロンバード（Drs）2022年

## ディスコグラフィ

### スタジオアルバム
- レガシー - The Legacy（1987）
- ニュー・オーダー - The New Order（1988）
- プラクティス・ホワット・ユー・プリーチ - Practice What You Preach（1989）
- ソウルズ・オブ・ブラック - Souls Of Black（1990）
- 儀式 - The Ritual（1992）
- ロウ - Low（1994）
- デモニック - Demonic（1997）
- ギャザリング - The Gathering（1999）
- ザ・フォーメーション・オブ・ダムネイション - The Formation of Damnation（2008）
- ダーク・ルーツ・オブ・アース - Dark Roots of Earth（2012）
- ブラザーフッド・オブ・ザ・スネイク - Brotherhood of the Snake（2016）
- タイタンズ・オブ・クリエイション - Titans of Creation（2020）

### ライヴアルバム
- Live at Eindhoven（1988）
- 黙示録 - Return to the Apocalyptic City（1993）
- ライヴ・アット・ザ・フィルモア - Live at the Fillmore（1995）
- Live in London（2005）
- Dark Roots of Thrash（2013）

### コンピレーション
- The Best of Testament（1996）
- Signs of Chaos-The Best of Testament-（1997）
- The Very Best of Testament（2001）
- ファースト・ストライク・スティル・デッドリー - First Strike Still Deadly（2001/日本発売は2002年）
  - 『レガシー』と『ニュー・オーダー』の収録曲を再録した内容。
- Days of Darkness（2004）

### VHS/DVD
- Seen Between the Lines（1991/2005年にDVD化）
- Live in London（2005/CDと同内容）
- Dark Roots of Thrash（2013/CDと同内容）